# 에이지 오브 엠파이어 2 HD
《에이지 오브 엠파이어 2 HD》(Age of Empires II: HD Edition)는 2013년 4월에 발매된 에이지 오브 엠파이어 2의 첫 번째 공식 확장팩인 더 컨커러즈를 HD화면으로 리메이크 한 버전이다. 스팀에서 HD 에디션의 DLC로 구입 가능하며 스팀을 통해 멀티플레이도 지원된다.
에이지 오브 엠파이어 2때 한글을 지원했듯이 여기서도 한글을 지원한다.